# Trận Bellevue
Trận Bellevue (còn gọi là Trận Mézières, thỉnh thoảng gọi là Trận Sémécourt) là một trận đánh trong cuộc Chiến tranh Pháp-Đức, diễn ra vào ngày 7 tháng 10 năm 1870. Trong trận chiến này, một lực lượng của quân đội Phổ do tướng Ferdinand von Kummer chỉ huy đã đánh bại cuộc phá vây của quân đội Pháp đang bị vây khốn tại Metz do Thống chế François Achille Bazaine chỉ huy. Mặc dù một quan sát viên của phía Đức cho biết rằng lực lượng của Phổ gồm gần 3 vạn quân, tài liệu của ông Robinson ghi nhận quân lực Phổ chỉ có 7 nghìn người trong trận chiến này.
Thống chế Bazaine đã quyết định tiến hành một cuộc phá vây đại quy mô về hướng bắc tới Bellevue để tìm kiếm lương thực cho đội quân của ông ta vốn đang bị quân đội Đức vây hãm tại Metz. Giao tranh quyết liệt gần Mazières đã mang lại thiệt hại không nhỏ cho cả hai phía: quân Phổ chịu tổn thất 75 sĩ quan và 1.703 binh lính trong khi quân Pháp cũng chịu tổn thất 64 sĩ quan và 1.193 binh lính. Trong số đó, cả hai phe đều có một số binh sĩ bị bắt làm tù binh, và người Đức tuyên bố rằng họ bắt sống được 2 tiểu đoàn của quân Pháp và thu giữ được 3 cờ hiệu. Quân Pháp đã bị đánh bật về thành phố Metz mà không thu được thành quả nào.
Sau khi cuộc phá vây vào ngày 7 tháng 10 bị bẻ gãy, đội quân Pháp bị vây hãm tại Metz không còn phát động một hoạt động quân sự lớn nào khác. Vào ngày 8 tháng 10, một cuộc giao chiến diễn ra ở Failly, và quân Đức đã đẩy lùi quân Pháp. 3 tuần sau trận chiến tại Bellevue, Metz đầu hàng quân đội Đức vào ngày 27 tháng 10 năm 1870. Sự điềm tĩnh và khả năng chiến đấu của lực lượng dân quân Landwehr trong quân đội Phổ - Đức đã được đánh giá cao vì vai trò của họ trong thắng lợi phòng ngự của quân Đức tại Bellevue, mặc dù đây không phải là một đội quân nhà nghề của Phổ - Đức.